# سرژ گنزبور
لوسین گنزبور معروف به سرژ گنزبور (فرانسوی: Serge Gainsbourg‎)؛ ‏ تلفظ فرانسوی: [sɛʁʒ ɡɛ̃zbuʁ] ()؛ ‏ زاده ۲ آوریل ۱۹۲۸ – درگذشته ۲ مارس ۱۹۹۱) موسیقی‌دان، بازیگر و خواننده اهل فرانسه بود. وی فرزند خانواده مهاجر یهودی از بخش اوکراین در امپراتوری روسیه بود. او بین سال‌های ۱۹۵۷ تا ۱۹۹۱ میلادی فعالیت می‌کرد.
او به عنوان یک خواننده و ترانه سرا به شهرت رسید و به سبک های موسیقی بسیاری پرداخت. او همچنین در سینما و ادبیات فعالیت و همچنین چندین فیلم را کارگردانی کرده و بیش از چهل قطعه موسیقی را ساخته است. در اواسط دهه ۱۹۵۰، قبل از انتخاب سرژ گنزبور به عنوان نام هنری خود، از نام مستعار جولین گریس و سپس جولین گریکس استفاده کرد.
سرژ گنزبور در تمام زندگی خود از ترس طرد شدن و اعتقاد به زشت بودنش رنج می برد. او در طول سال ها تصویری از یک شاعر نفرین شده و تحریک آمیز خلق کرد. متون ترانه های او اغلب معانی دوگانه معانی دوگانه دارند. سرژ گنزبور همچنین دوست دارد با ارجاعات ادبی مانند ورلن بازی کند و مضامین موسیقی کلاسیک را بازیافت کند. این حال، او ترانه و به‌ویژه شعر ترانه را «هنر فرعی» می‌داند. این حال، او گاهی با وسواس، روی فرم شاعرانه اشعار خود کار می کرد، و آنها را با قافیه های پیچیده، جناس، نویسه‌گردانی و دیگر اشکال گفتاری که موسیقی عامه‌پسند روزگارش غیرمعمول نبودند، می کرد.
سرژ گنزبور که ترانه سرای پرکاری برای هنرمندان دیگر، به ویژه زنان بود، با خواننده تا هنرپیشه‌های سرشناس، از جمله بریژیت باردو که با او رابطه کوتاهی داشت و جین برکین که دوازده سال شریک او بود. او همچنین فرزند سوم خود را از برکین به اسم شارلوت گنزبور دارد. 
او به طور قابل توجهی بر هنرمندان فرانسوی دیگر، مانند گروه دختر تاکسی، رنو، اتین داهو، و هنرمندان غیر فرانسوی مانند بک هانسن، مایک پاتن، پورتیس‌هد و دیوید هولمز اثر گذاشت.